# کورنگتسا کولونگا
کورنگتسا کولونگا (به لهستانی:  Kornica Kolonia) یک روستا در لهستان است که در گمینا ستارا کورنگتسا واقع شده‌است.
 کورنگتسا کولونگا  ۱۳۰ نفر جمعیت دارد.